# Henry Gad
Henry Theodor Gad (født 17. september 1816 på Sankt Jørgenslund ved København, død 3. oktober 1860 i Thisted) var en dansk birkedommer, by- og herredsfoged og politiker.
Gad var søn af havneskriver Niels R. Gad. Han blev student fra Herlufsholm i 1835 og cand.jur. i 1840. Han blev konstitueret politiassistent i Københavns Amts søndre birk i 1844 og birkedommer og skriver på Læsø i 1849. Gad var også branddirektør og sandflugtskommissær på Læsø. Han blev byfoged i Thisted og herredsfoged i Hillerslev og Hundborg Herreder i Thisted Amt i 1855.
Gad var medlem af Folketinget valgt i Hjørring Amts 2. valgkreds (Sæbykredsen) fra 4. august 1852 til 26. februar 1853. Han blev valgt ved folketingsvalget i 1852 og søgte ikke genvalgt ved valget i februar 1853. Han stilelde op igen ved valget i maj 1853 uden at blive valgt.
Han blev udnævnt til kancelliråd i 1856 og ridder af Dannebrog i 1859.
Gad blev efter sin død svigerfar til Edvard Brandes som i 1887 giftede sig med hans datter Ingeborg Charlotte.